# Ácido 6-aminonaftaleno-2-sulfônico
Ácido 6-aminonaftaleno-2-sulfônico é o composto químico orgânico de fórmula C10H9NO3S, massa molecular 223,25. É um dos ácidos de letras, sendo chamado de "ácido de Broenner" ou "Brönner"  ou, ainda, "ácido amino-Schäffer". É classificado com o número CAS 93-00-5, EINECS 202-208-9, MOL file  93-00-5.mol e CBNumber CB4291323. É usado como um intermediário para a síntese de corantes e pigmentos. Apresenta densidade de 1,502 g/cm3.
Este ácido, e seu isômero, o ácido de Cassella F (7-aminonaftaleno-2-sulfônico), são preparados tratando-se a beta-naftilamina com excesso de ácido sulfúrico concentrado a 160-180 °C por duas horas.

## Ver também

O ácido de Dahl, ácido 6-aminonaftaleno-1-sulfônico.